# ميغيل أنخيل برينديسي
ميغيل أنخيل برينديسي (بالإسبانية: Miguel Ángel Brindisi)‏ مواليد 8 أكتوبر 1950 في بوينس آيرس، هو مدرب كرة قدم ولاعب أرجنتيني سابق كان يلعب كمهاجم. سبق له أن لعب في كأس العالم مع منتخب بلاده في مونديال عام 1974م. لعب خلال مسيرته 533 مباراة سجل خلالها 226 هدفاً.
حصل برينديسي على لقب الهداف في بطولة دوري الدرجة الأولى الأرجنتيني لعام 1972 برصيد 21 هدفا.
لعب برينديسي مع منتخب الأرجنتين 46 مباراة وسجل 17 هدفا.

## المسيرة الاحترافية

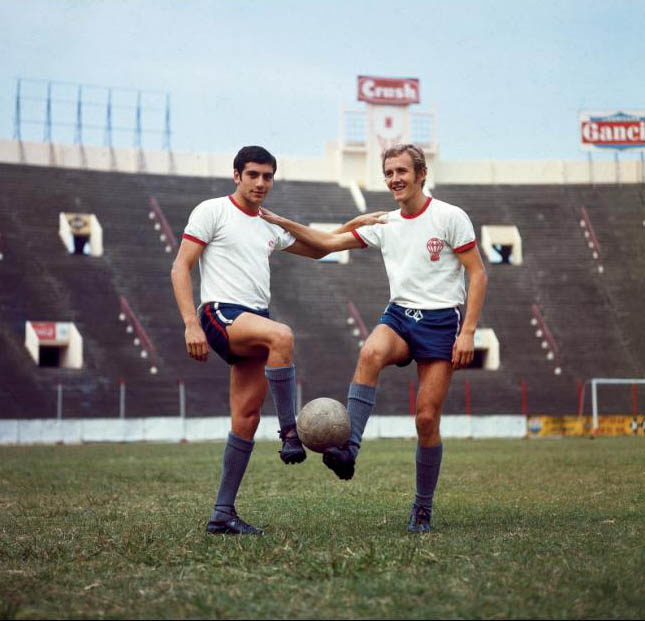
برينديسي (يسار) وكارلوس بيبغتون من اللاعبين الأساسيين لنادي هوراكان في عام 1973

ولد برينديسي في ألماغرو قربَ بوينس آيرس، وقضى معظم مسيرته الرياضية مع نادي هوراكان، على الرغم من أنه لعب مع العديد من الأندية مثل نادي لاس بالماس ونادي ناسيونال مونتيفيديو ونادي بوكا جونيورز ونادي راسينغ. وقد ساعد نادي لاس بالماس في الوصول إلى نهائي كأس الملك في إسبانيا.

### أندية لعب لها
- هوراكان
- نادي لاس بالماس
- بوكا جونيورز
- ناسيونال مونتيفيديو
- نادي راسينغ
- ميونيسيبال

## التدريب والإدارة
عمل برينديسي لأول مرة كمدرب في عام 1986 مع نادي ميونيسيبال في غواتيمالا، حيث تمكن من الحصول على لقب دوري غواتيمالا مرتين في عام 1987 وفي عام 1988. انتقل برينديسي بعدها إلى الإكوادور ليتولى تدريب نادي برشلونة الإكوادوري حيث قاد الفريق للفوز بالبطولة الوطنية في عام 1989 وفي عام 1991. ثم تولى تدريب عدة أندية في إسبانيا منها نادي إسبانيول ونادي لاس بالماس. بعدما نجح في غواتيمالا عدة سنوات، اختير لتدريب منتخب غواتيمالا الوطني، حيث كان مدربه خلال مباريات التأهيل لكأس العالم عام 1994 وعام 1997.

## الانجازات

### الأندية
هوراكان
- دوري الدرجة الأولى الأرجنتيني (1): 1973

بوكا جونيورز
- دوري الدرجة الأولى الأرجنتيني (1): 1981

#### الفردية
- دوري الدرجة الأولى الأرجنتيني (الهداف): دوري الدرجة الأولى الأرجنتيني 1972 (21 هدفا)
- لاعب العام في الأرجنتين: 1973
- اتحاد الأرجنتين لكرة القدم[7]

### الإدارة
ميونيسيبال
- دوري غواتيمالا لكرة القدم: 1987، 1988

نادي برشلونة الإكوادوري
- الدوري الإكوادوري لكرة القدم: 1989، 1991

إنديبندينتي
- دوري الدرجة الأولى: 1994
- كأس أندية أمريكا الجنوبية (سوبر كوبا): 1994
- ريكوبا سودأمريكانا: 1995

## روابط خارجية
- ميغيل أنخيل برينديسي على موقع الاتحاد الدولي (مؤرشف)  (الإنجليزية)
- ميغيل أنخيل برينديسي على موقع قاعدة بيانات كرة القدم.إي يو (الإنجليزية)
- ميغيل أنخيل برينديسي على موقع ناشيونال فوتبول تيمز (الإنجليزية)
- ميغيل أنخيل برينديسي على موقع Soccerway.com (الإنجليزية)